# Янко Вълканов
Янко Христов Вълканов е български футболист, бивш национал, който играе за Левски (Карлово).
Юноша на ЦСКА. Играл е като защитник и дефанзивен полузащитник за Берое, Нафтекс, ЦСКА, Марек и Славия. Висок е 186 см и тежи 83 кг. От есента на 2006 г. играе за МТЗ-Рипо (Минск, Беларус). Вицешампион на България през 2001 с ЦСКА, бронзов медалист през 2002 и бронзов медалист през 2006 г. с МТЗ-Рипо в беларуското първенство. За ЦСКА има 4 мача за купата на УЕФА. Дебютира за националния отбор на 17 ноември 2004 г. в контрола срещу Азърбайджан в Баку (0:0). Има 3 мача за националния отбор и 1 гол.

## Статистика по сезони
- ЦСКА - 1999/ес. - "A" група, 1 мач/0 гола
- Берое - 1999/00 - Б група, 20/1
- Нафтекс - 2000/ес. - "A" група, 1/0
- ЦСКА - 2001/пр. - "A" група, 1/0
- ЦСКА - 2001/02 - "A" група, 17/1
- Марек - 2002/03 - "A" група, 16/0
- Славия - 2003/04 - "A" група, 10/2
- Славия - 2004/05 - "A" група, 27/6
- Славия - 2005/06 - "A" група, 27/3
- МТЗ-Рипо - 2006 - Беларуска Висша Лига, 30/7
- Берое - 2011 - "A" група

## Успехи (отборни)
Каунас
- А Лига:
  -  Шампион (1): 2007